# Église Saint-Jean-Baptiste de Loubressac
L'église Saint-Jean-Baptiste de Loubressac est une église catholique située à Loubressac, en France.

## Localisation
L'église est située dans le département français du Lot sur le territoire de la commune de Loubressac.

## Historique
L'édifice a été inscrit au titre des monuments historiques le 21 juin 1971.
Plusieurs objets sont référencer dans la base Palissy.